# Bétheny
Bétheny – miejscowość i gmina we Francji, w regionie Grand Est, w departamencie Marna.
Według danych na rok 1990 gminę zamieszkiwało 6487 osób, a gęstość zaludnienia wynosiła 326 osób/km².